# Obwalden
Obwalden (Duits: Obwalden; Frans: Obwald; Italiaans: Obvaldo; Reto-Romaans: Sursilvania; Engels: Obwalden (oud: Obwald); officieel ook Unterwalden ob dem Wald) is een kanton in het midden van Zwitserland. Het is een deel van Binnen-Zwitserland (Innerschweiz). Het ligt in de Alpen.
Het kanton is een voormalig halfkanton, wat betekent dat het maar 1 vertegenwoordiger in de Kantonsraad heeft en maar half meetelt bij een referendum. Het heeft echter wel dezelfde rechten en plichten als de normale kantons.
De bevolking van Obwalden is voor 88,7% rooms-katholiek, en slechts 7% gereformeerd (2003).

## Geografie
Het gebied van het kanton is verdeeld: de exclave Engelberg bevindt zich in het kanton Nidwalden. Het kanton grenst aan Luzern, Nidwalden, Bern, Uri.
Het hoogste punt van Obwalden is de Titlis met 3238 meter.

## Economie
Obwalden draagt slechts 0,3% bij aan het Zwitsers nationaal inkomen. De belangrijkste bron van inkomsten is het toerisme, waarmee 25% van de bevolking haar inkomen verdient.

## Talen
Moedertaal (2000):
- Duits: 92,3%
- Albanees: 1,4%
- Servo-Kroatisch: 1,2%
- andere talen: 4,1%

11,0% van de bevolking van kanton Obwalden heeft geen Zwitsers paspoort (2002).

## Demografische evolutie van het kanton
- Bron: https://www.bfs.admin.ch/bfs/de/home/statistiken/bevoelkerung/stand-entwicklung.assetdetail.32229209.html

## Plaatsen en gebieden
Het kanton bestaat uit zeven gemeenten:
- Sarnen, de hoofdstad, 10236 inwoners (2007)
- Kerns, 6295 inwoners (2007)
- Alpnach, 6024 inwoners (2007)
- Sachseln, 5092 inwoners (2007)
- Engelberg, 4155 inwoners (2007)
- Giswil, 3651 inwoners (2007)
- Lungern, 2122 inwoners (2007)

## Toerisme
De centrale positie van Obwalden binnen Zwitserland en Europa zorgde ervoor dat het kanton zich al in de 19e eeuw  relatief sterk toeristisch ontwikkelde. Toen al waren de bergen Pilatus en Titlis een belangrijke trekpleister. Bekendere wintersportplaatsen zijn Engelberg, Melchsee-Frutt, Mörlialp en Langis. In de zomer kan men goed bergwandelen en bergbeklimmen.
De Pilatusbahn - die in Alpnachstad haar dalstation heeft - is de steilste tandradspoorweg in de wereld.

## Districten
Er is geen verdeling in districten.

## Geschiedenis
Obwalden werd eerst door de Kelten en daarna door de Romeinen bewoond, tot vanaf 700 de Germanen zich tussen Brönig en het Vierwoudstrekenmeer vestigden. In 1291 sloot Obwalden zich samen met Nidwalden aan bij het verbond met Uri en Schwyz. In de 14e eeuw werd door Obwalden besloten, nadat het (tot ca. 1330), hoewel politiek zelfstandig, belangrijke zaken samen met Nidwalden besloot, alleen verder te gaan. Vanaf de 15e eeuw verhuurden vele mannen uit Obwalden zich aan legers in Europa. De op deze wijze rijk geworden soldaten bestemden lange tijd de politiek van het kanton. In 1815 sloten het klooster van en de gemeente van Engelberg zich bij Obwalden aan.
Alpnach · Engelberg · Giswil · Kerns · Lungern · Sachseln · Sarnen
Aargau · Appenzell Ausserrhoden · Appenzell Innerrhoden · Basel-Landschaft · Basel-Stadt · Bern · Fribourg · Genève · Glarus · Graubünden · Jura · Luzern · Neuchâtel · Nidwalden · Obwalden · Sankt Gallen · Schaffhausen · Schwyz · Solothurn · Thurgau · Ticino · Uri · Vaud · Wallis · Zug · Zürich